# Caulophrynidae
Caulophrynidae är en familj av fiskar som ingår i ordningen marulkartade fiskar (Lophiiformes). Enligt Catalogue of Life omfattar familjen Caulophrynidae 5 arter. 
Släkten enligt Catalogue of Life:
- Caulophryne, med fyra arter
- Robia, med en art